# 宮城県気仙沼西高等学校
宮城県気仙沼西高等学校（みやぎけん けせんぬまにしこうとうがっこう）とは、宮城県気仙沼市にあった県立高等学校。2018年 気仙沼高校との統合により閉校。

## 概要
- 設置学科　全日制課程　
  - 普通科　募集定員：120名
    - 1学年次：40人×3クラス・学年共通カリキュラム
    - 2学年次：類型別3クラス・類型別カリキュラム
    - 3学年次：類型別4クラス・類型別カリキュラム

  - 情報類型
    - 文書作成の実習を中心としたビジネスコンピューティングから、画像処理などのマルチメディア表現実習に、簿記・会計まで、実務に強い人材育成カリキュラム。

  - 福祉類型
    - 訪問介護の実習中心。

  - 進学類型
    - AクラスとBクラスがあり、中堅国立大学希望者にも対応した進学者向けカリキュラムとなっていた。

※あくまで普通科の類型になるため、専門学科のある高等学校と比較した場合に専門科目に制限がある。

## 部活動
- 運動部
  - 硬式野球（男・女）、剣道（男・女）、陸上競技（男・女）、ソフトテニス（男・女）、バレーボール（女）、バスケットボール（女）、フェンシング（男・女）、サッカー（女）、バドミントン（女)
- 文化部
  - 自然科学（男・女）、情報科学（男・女）、社会福祉（男・女）、吹奏楽（男・女）、美術（男・女）、茶華道部　茶道班（男・女）、茶華道部　華道班（男・女）

## 沿革
- 1985年4月1日 - 開校
- 1985年10月18日 - 校歌制定
- 2000年4月1日 - 三類型制導入（福祉類型、情報類型、進学類型）
- 2018年3月31日 - 閉校（気仙沼高校と統合[1]）

## 主な出身者
- 熊谷育美（シンガーソングライター） - 2年次まで在籍していた[2]。